# 46 Aquilae
46 Aquilae, som är stjärnans Flamsteed-beteckning, är en ensam stjärna belägen i den norra delen av stjärnbilden Örnen. Den har en skenbar magnitud på ca 6,33 och är mycket svagt synlig för blotta ögat där ljusföroreningar ej förekommer. Baserat på parallax enligt Gaia Data Release 2 på ca 3,9 mas, beräknas den befinna sig på ett avstånd på ca 830 ljusår (ca 255 parsek) från solen. Den rör sig närmare solen med en heliocentrisk radialhastighet av ca -25 km/s.

## Egenskaper
46 Aquilae är en blå  till vit jättestjärna av spektralklass B9 III. Den har en radie som är ca 3 solradier och utsänder ca 180 gånger mera energi än solen från dess fotosfär vid en effektiv temperatur av ca 12 900 K.
46 Aquilae är en kemiskt ovanlig stjärna av en svag kvicksilver-mangan-typ (CP3), och är den kända stjärna, som har störst underskott av krom. Stjärnan kan ha ett magnetfält med en styrka större än 2 kilogauss.